# 陳啓天
陳 啓天（ちん けいてん）は中華民国の政治家・学者。中国青年党の指導者の1人として知られる。名を頻繁に変えており、幼名は翊林、譜名は声翊、小学・中学在学時の名は国権、辛亥革命時は春森、そして大学在学時に名を啓天、字を修平とした。筆名は明志、致遠。

## 事績

### 少年中国学会への参加
製油業を経営する地主の子として生まれる。当初は旧学を学んでいたが、1905年（光緒34年）より新式教育を受け始め、武昌湖北高等農務学堂附属高等小学に入学した。翌年、新設された黄陂県道明小学に転入し、1910年（宣統2年）春に湖北高等農務学堂附属中学に進学している。翌年に辛亥革命が勃発すると、陳啓天も北伐軍第2軍憲兵隊の一員として革命派に参加した。
1912年（民国元年）秋、陳啓天は私立武昌中華大学（以下、単に「中華大学」と表記）で政治経済特科に入学し、このときに劉文卿から陽明学を学んだ。1915年（民国4年）夏に卒業し、1917年（民国6年）からは中華大学中学部で教師となっている。1919年（民国8年）秋、陳は惲代英・余家菊らと共に少年中国学会に加入し、1923年（民国12年）から翌年まで同会執行部主任を務めた。少年中国学会で五四運動後に左右対立が起きると、陳は国家主義・反マルクス主義を標榜する右派に立ち、鄧中夏らの左派と激しい論争を展開している。

### 中国青年党への加入
1921年（民国10年）春に南京の東南大学に入学していた陳啓天は、1924年（民国13年）6月に同大学を卒業し、上海に赴く。そこで中華書局新書部編輯となり、月刊誌『中華教育界』の主編となった。同年9月、フランスに留学していた中国青年党指導者の曽琦・李璜らが帰国すると、陳は彼らに協力し、上海で青年党機関紙『醒獅』を創刊している。1925年（民国14年）7月、陳は正式に青年党党員となった。同年10月には、陳の建議により党外郭団体の中国国家主義青年団が成立し、さらに陳の発起により国家教育教会も設立されている。1926年（民国15年）7月、青年党第1回全国代表大会において、陳は執行委員兼訓練部主任に選出された。陳は『醒獅』誌上において、国家主義・反三民主義・反共主義を唱え、北京政府の呉佩孚・孫伝芳らを支持し、中国国民党・中国共産党に対抗している。
1926年（民国15年）7月より国民党が北伐を開始すると、陳啓天は北京政府側を支持して言論活動や工作を展開したが、最後は敗退した。1928年（民国17年）8月、上海で開かれた青年党第3回全国代表大会に参加し、中央常務委員兼訓練部主任を引き続き務める。翌年初めに四川省に入り、張瀾が主宰する成都大学で社会学・中国近代教育史の講座を開いた。同年5月、上海に戻り、李璜に替わって青年党の党務学校「知行学院」で院長を務めている。1930年（民国19年）8月、青年党第5回全国代表大会で中央検審委員会が成立すると、陳が委員長に選出された。この頃から紅軍の活動が活発になったため、陳は上海で反共宣伝のための雑誌『鏟共半月刊』を刊行している。
1931年（民国20年）、満洲事変が勃発すると、陳啓天はそれまでの反国民党姿勢を改めるべく、上海で雑誌『民声周報』を刊行し、「政党休戦」を主張した。翌年初めに国民政府が開催した国難会議に陳も特別に招聘されたが、青年党自体が蔣介石への不信を解けず、結局陳も出席できなかった。その影響は同年夏の第7回全国代表大会にも及び、陳、曽琦、李璜はいずれも党中央の地位を喪失している。その後も陳は青年党の宣伝に従事し、1935年（民国24年）の第8回全国代表大会でようやく中央常務委員兼訓練部主任に復帰した。

### 日中戦争・国共内戦期での活動
日中戦争勃発後の1938年（民国27年）4月、青年党はようやく国民政府から合法的地位を認められ、6月、陳啓天は教育部戦時教育問題研究委員会委員に起用された。7月には、国民参政会参政員にも選出され、以後第4期まで一貫して務めている。戦時中は概ね四川省に留まり、1944年（民国33年）には中華大学文学系教授として韓非子研究の講座を開いた。
戦後の1945年（民国34年）11月に重慶で開かれた青年党第10回全国代表大会において、陳啓天は中央常務委員兼秘書長に選出された。翌年1月、政治協商会議（旧政協）が開かれると、陳は青年党代表として出席し、政治制度改革や内戦停止、軍隊の国軍化に関する提案を行っている。その後青年党は蔣介石支持の路線をとったため、同党は戦時中に属していた中国民主同盟を脱退した。1946年（民国35年）11月、陳は青年党代表の1人として制憲国民大会に出席した。
1947年（民国36年）4月、国民政府の改組に伴い、青年党も正式に国民政府に参加した。陳啓天は国民政府委員に任命され、5月には経済部部長に任ぜられている。8月に開催された青年党第11回代表大会でも、陳は中央常務委員に引き続き選ばれた。1948年（民国37年）5月、経済部は工商部に改組されたが、引き続き陳が部長を務めている。同年12月、工商部長を退き上海に居住したが、国共内戦で国民党が敗北すると、台湾に逃れた。

### 台湾での活動
1950年（民国39年）より陳啓天は青年党秘書長兼主席代理となり、さらに総統府国策顧問、台湾国立故宮博物院理事などを務めた。しかし同年10月には青年党の職務を退き、いったん政界から引退、月刊誌『新中国評論』の主編となっている。1969年（民国58年）に左舜生が青年党の建て直しに動き、それに伴って陳は左、余家菊、李璜、胡国偉と5人で党主席に就任した。1979年（民国68年）の第13期代表大会においては、李と共に双頭体制の党主席に引き続き選出されている。
1984年（民国73年）8月10日、台北市にて病没。享年92（満90歳）。